# Transportgeografi
Transportgeografi är en underdisciplin till kulturgeografin. Transportgeografin studerar olika aspekter av transportsystemens utformning och funktion och tar sin utgångspunkt i den samhällsutveckling som rör behovet av rörlighet för människor och produkter. Den beskriver rumsliga aspekter av interaktioner mellan människor och deras användning av olika typer av transportmedel. Transportgeografi mäter resultatet av mänsklig aktivitet mellan och inom en plats. Den fokuserar på saker som restider, transportmetoder, resursanvändning och ekologisk hållbarhet för olika transportmedel.